# Theodor Morell
Theodor (Theo) Gilbert Morell (22 de julio de 1886 – 26 de mayo de 1948) fue médico personal de Adolf Hitler desde 1936 hasta su suicidio en 1945. Morell era bien conocido en Alemania por sus controvertidos tratamientos alternativos holísticos y poco convencionales.
Aunque Morell tenía formación médica y una licencia de practicante en Alemania mucho antes de conocer a Hitler, después del fin de la Segunda Guerra Mundial se dieron numerosas investigaciones en torno a su práctica médica, siendo interrogado por los Aliados. Los historiadores han especulado que los tratamientos prescritos por Morell contribuyeron a la precaria salud de Hitler a partir de 1944.

## Primeros años
Morell era el segundo hijo de un profesor de escuela primaria. Nació y fue educado en una pequeña aldea llamada Trais-Munzenberg, en Hesse. Estudió medicina en Grenoble y en París, luego recibió formación en obstetricia y ginecología en Múnich a principios de 1910.
Para 1913 ya tenía un doctorado y era médico con licencia. Un año después de servir como médico asistente en la Armada y Marina mercante, adquirió una plaza en Dietzenbach. Sirvió en el frente durante la Primera Guerra Mundial, luego como oficial médico. Para 1919 ejercía su profesión en Berlín, y al año siguiente contrajo matrimonio con Johanna Moller, una actriz y cantante de ópera de muy buena posición económica. Sus inusuales métodos le valieron el reconocimiento del Sah de Persia y del rey de Rumania, quienes lo invitaron a ser su médico personal.
Morell decía haber estudiado con el bacteriólogo ganador del Premio Nobel Iliá Méchnikov, además de haber enseñado medicina en universidades prestigiosas, y en ocasiones se llamaba a sí mismo profesor. Morell poseía acciones en numerosas compañías farmacéuticas europeas de mediano tamaño.
Sin embargo, en 1933 su práctica fue amenazada porque muchos de sus pacientes eran judíos y su apariencia personal de tez parda y corpulenta en ocasiones hacía que equivocadamente se creyera que él también era judío. De hecho, mucha gente decía que Morell era realmente mischling o mitad judío. En abril de ese mismo año se unió al partido nazi, comenzó a ejercer su profesión en lugares prestigiosos y a trabajar como venerólogo. En 1936 trató a Heinrich Hoffmann, quien sufría de gonorrea a quien supuestamente curó. Hoffmann y su asistente Eva Braun lo presentaron a Hitler pasando a formar parte del círculo íntimo del mismo en el Berghof.

## Médico de Hitler

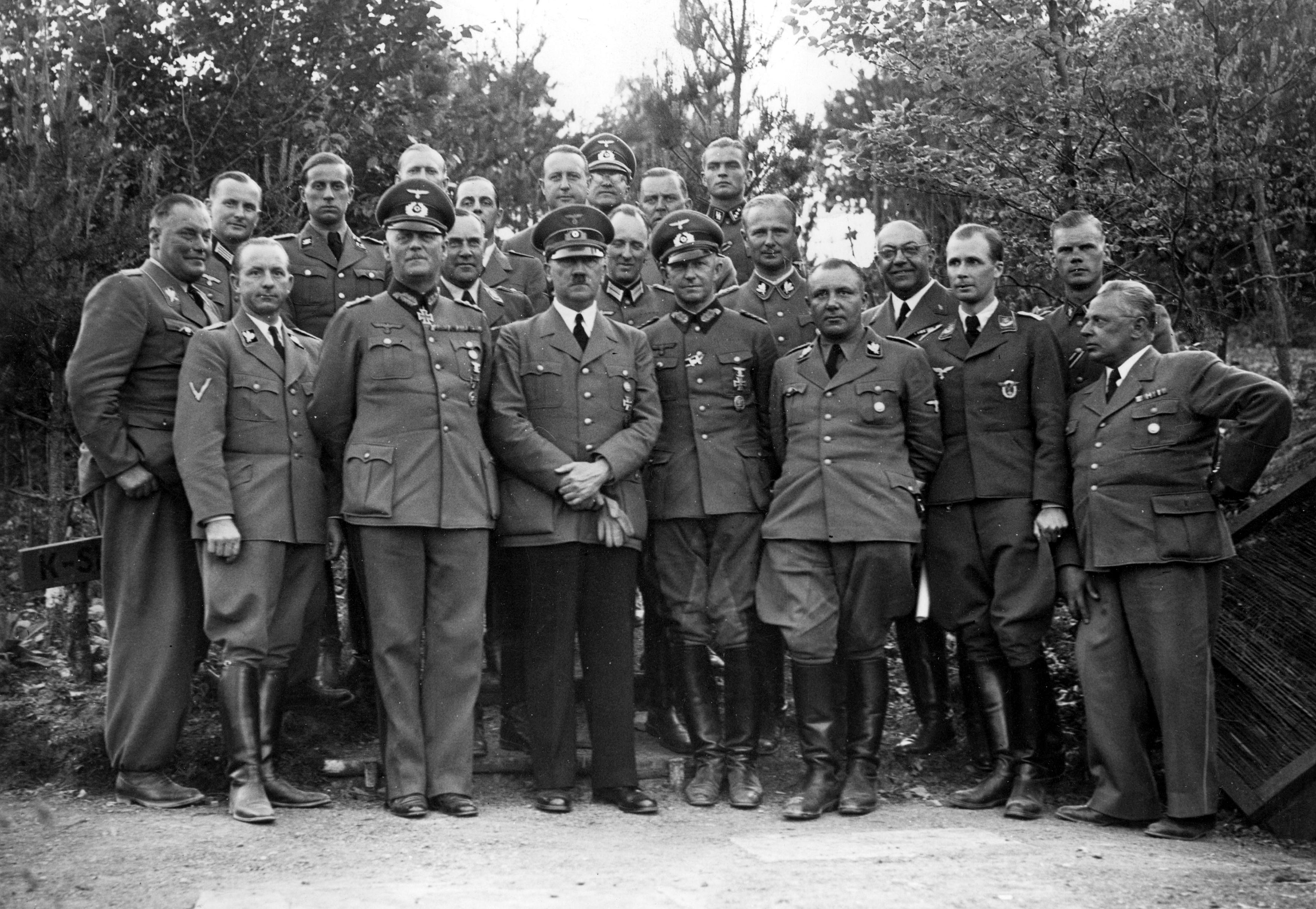
Theodor Morell junto a Hitler, detrás de Martin Bormann y Nicolaus von Below, en Wolfsschanze, 1940

Hitler estaba sufriendo de patología cutánea e intestinal cuando, durante una fiesta en el Berghof, cerca de Berchtesgaden, conoció a Morell, quien dijo que podía curarlo en un año. La esposa de Morell se disgustó cuando este aceptó el trabajo de médico personal del Führer. Morell comenzó a tratar a Hitler con diversas fórmulas comerciales, incluyendo una combinación de vitaminas y bacterias E. coli llamadas Mutaflor. Hitler pareció recuperarse y Morell finalmente se volvió parte del círculo interno de Hitler, permaneciendo allí hasta el 29 de abril de 1945.
Algunos historiadores y fuentes difusas han tratado de explicar esta asociación citando la reputación que Morell tenía en Alemania por su éxito tratando la sífilis, la cual se especula que Hitler temía, debido a que la asociaba directamente con los judíos. Otros observadores han contemplado la posibilidad de que Hitler tuviera síntomas visibles de sífilis hacia el final de la guerra. Simon Wiesenthal, en su investigación y búsqueda de nazis dio con varias fuentes independientes, coincidentes y convergentes en dicha hipótesis, resultando, a su parecer, que Hitler hubiera contraído la sífilis de una prostituta judía en sus años de miseria en Viena, antes de la Primera Guerra Mundial. Esto y su insistente mención tanto de la prostitución como de las enfermedades venéreas en su libro Mein Kampf, dan verosimilitud a esta posibilidad. Hitler solo trataba de lo que le importaba y lo afectaba en su libro.
Como médico de Hitler, Morell era constantemente recomendado a otros miembros del Alto Mando Nazi, pero la mayoría de ellos, incluyendo a Hermann Goering y Heinrich Himmler inmediatamente desconfiaron de él y lo rechazaron discretamente por su apariencia, y sobre todo su poca higiene personal. Albert Speer redactó en su biografía:

En 1936, cuando mi circulación y mi estómago se rebelaron... llamé a la oficina privada de Morell. Después de un examen superficial... Morell me prescribió bacterias intestinales, dextrosa, vitaminas, y tabletas hormonales.
Por seguridad, y después de eso, fui examinado por el Profesor von Bergmann, el especialista en medicina interna de la Universidad de Berlín. Concluyó que no estaba sufriendo de ningún problema en ningún órgano, y que solamente sufría de síntomas nerviosos causados por el exceso de trabajo.
Disminuí el ritmo de trabajo lo más que pude y los síntomas desaparecieron. Para no ofender a Hitler, fingí estar siguiendo las instrucciones de Morell, y como mi salud mejoró, me convertí por un tiempo en el escaparate de Morell. (Albert Speer, Memorias, 1969)

Goering llamaba a Morell "el Canciller Aguja" o el Ministro Inyector, debido a su aparente inclinación a utilizar inyecciones cuando se enfrentaba a cualquier problema médico.
Morell sostuvo en el Berghof una rivalidad con el médico Karl Brandt, quien había estado atendiendo a Hitler desde 1933. Ambos discutían con frecuencia, aunque Hitler usualmente estaba del lado de Morell. Eva Braun cambió más tarde su opinión acerca de Morell, llamando a su oficina una "pocilga" y negándose a verlo de nuevo.
En 1939, Morell, de forma inadvertida estuvo involucrado en la anexión de Checoslovaquia. Su presidente, Emil Hácha, se atemorizó tanto del arrebato de Hitler que se desmayó. Morell le inyectó estimulantes para hacerlo despertar, aunque dijo que eran vitaminas, que posiblemente contenían metanfetaminas. Hacha pronto se derrumbó ante las demandas de Hitler.
Después del atentado de asesinato contra Hitler, ocurrido el 20 de julio de 1944, Morell lo trató con penicilina tópica, la cual tan sólo había sido introducida experimentalmente en el frente por el ejército estadounidense recientemente. Dónde la adquirió sigue siendo un misterio, ya que Morell dijo no conocer la penicilina en absoluto cuando fue interrogado por oficiales de inteligencia norteamericanos después de la guerra. Lo que es más, cuando miembros del círculo interno de Hitler fueron interrogados para la realización del libro The Bunker, algunos afirmaron que Morell poseía una cantidad significativa de acciones en una compañía que promocionaba fraudulentamente un producto como penicilina o sulfas.
Para abril de 1945, Hitler tomaba 28 píldoras diarias, junto con varias inyecciones (incluyendo muchas de glucosa). El 22 de abril de 1945, Morell fue despedido del Führerbunker de Berlín por Hitler, quien dijo que ya no necesitaba ayuda médica.
Morell escapó de Berlín en uno de los últimos vuelos fuera de la ciudad, pero pronto fue capturado por los estadounidenses.
Uno de sus interrogadores estaba supuestamente "asqueado" por la obesidad y completa falta de higiene de Morell.[cita requerida] A pesar de que fue retenido en un campo de internos estadounidense (en el sitio del antiguo campo de concentración de Buchenwald) y cuestionado debido a su proximidad con Hitler, nunca fue acusado de ningún crimen. Obeso y sufriendo de impedimento en el habla, murió el 26 de mayo de 1948 luego de sufrir un ictus.

## Sustancias dadas a Hitler
Morell tenía un diario médico acerca de las drogas, vitaminas y otras sustancias que administraba a Hitler, usualmente en forma de inyección o en píldoras. La mayoría eran preparaciones comerciales, algunas eran suyas. Ya que algunos de estos compuestos son considerados tóxicos, muchos historiadores han especulado que Morell contribuyó accidentalmente a la frágil salud de Hitler. Ésta es una lista de algunas de las sustancias que Theodore Morell administraba a Hitler:
- Bromato de Potasio
- Nux Vomica
- Atropina
- Barbitúrico de Sodio
- Tartrato de Oxedrina
- Manzanilla
- Testosterona
- Profenazona
- Cafeína
- Belladona
- Escherichia coli
- Dihidroxicodeína
- Sulfinamida
- Cocaína (en forma de gotas para los ojos)
- Enzimas
- Vitaminas
- Anfetaminas
- Metanfetaminas
- Proteínas y lípidos derivados de tejidos y grasas animales.

Aparentemente, Morell jamás le dijo a Hitler (ni a nadie más) qué era lo que le estaba administrando, llegando tal vez a decirle que las preparaciones contenían distintas vitaminas e ingredientes "naturales". Algunos ingredientes fueron posteriormente confirmados por médicos a los que Hitler había mostrado alguna de sus píldoras cuando lo trataban temporalmente. Algunas preparaciones (como el Glyconorm, un tónico popular en Suiza utilizado para combatir infecciones) contenían tejidos animales como placenta, músculo cardiaco, hígado y testículos de toro. Durante su interrogatorio después de la guerra, Morell afirmó que otro médico le había administrado cocaína a Hitler y se sabía al menos de un médico que se la había administrado en forma de gotas para los ojos luego de que las solicitó en las horas posteriores al casi exitoso intento de asesinato el 20 de julio de 1944. La cocaína era usada con frecuencia en Alemania con fines médicos en ese tiempo, pero se dice que Morell incrementó la dosis diez veces. El sobreuso de gotas para los ojos a base de cocaína ha sido asociado con comportamiento psicótico, hipertensión y otros síntomas. No obstante, los historiadores han desechado la posibilidad de que el tratamiento de Morell tuviera efectos sobre Hitler a la hora de tomar decisiones.
Morell estuvo sujeto a numerosas acusaciones hechas por miembros del círculo interno de Hitler. Mucha gente dijo que regularmente inyectaba a Hitler morfina sin decírselo, y que el mismo Morell era adicto a la morfina. Algunos fueron demasiado lejos al afirmar que Morell usaba a Hitler como "conejillo de indias" para muchas de las drogas que trataba de desarrollar para venderlas después. Pero estas acusaciones fueron hechas por personas sin conocimiento médico y puede que no sean fiables.